# Lusaka
Lusaka er hovedstaden og den største by i Zambia i det tidligere Rhodesia. Byen har 2.467.563(2017) indbyggere. Byen blev grundlagt 1905 af europæiske indvandrere og erstattede i 1935 byen Livingstone, det nuværende Maramba) som hovedstad for den britiske koloni Nordrhodesia. Universitetet i Lusaka blev grundlagt i 1966.